# Szaragaj
Szaragaj (ros. Шарагай) – wieś (sieło) w Rosji, w obwodzie irkuckim, w rejonie bałaganskim. W 2021 liczyła 567 mieszkańców.